# مسیریابی چندراهی
مسیریابی چند راهی یک تکنیک مسیریابی است که همزمان از چندین مسیر جایگزین داخل شبکه استفاده می‌شود. این می‌تواند باعث ایجاد مزایای مختلفی مانند تحمل خطا، افزایش پهنای باند یا بهبود امنیت شود.

## شبکه‌های تلفن همراه
برای بهبود عملکرد یا تحمل خطا، مسیریابی همزمان چند راهی (CMR) معمولاً به معنای مدیریت همزمان و استفاده از چندین مسیر موجود برای انتقال جریان داده‌ها است. جریان‌ها ممکن است از یک برنامه یا چند برنامه سرچشمه بگیرند. به هر جریان یک مسیر جداگانه اختصاص داده می‌شود، به طوری که با توجه به تعداد مسیرهای موجود، تا حد ممکن منحصر به فرد باشد. اگر جریان‌های بیشتری نسبت به مسیرهای موجود وجود داشته باشد، برخی از جریان‌ها مسیرها را به اشتراک می‌گذارند. CMR با ایجاد صف‌های انتقال متعدد، استفاده بهتری از پهنای باند را فراهم می‌کند. این درجه‌ای از تحمل خطا را فراهم می‌کند که در صورت عدم موفقیت در یک مسیر، فقط ترافیک اختصاص یافته به آن مسیر تحت تأثیر قرار می‌گیرد. همچنین در حالت ایده‌آل، یک مسیر جایگزین بلافاصله در دسترس است که بتوان با آن جریان قطع شده را ادامه یا دوباره راه اندازی کرد.
CMR با ارائهٔ حمل و نقل همزمان و موازی از طریق چندین حامل با قابلیت تخصیص مجدد جریان قطع شده و ایجاد تعادل بار نسبت به دارایی‌های موجود، عملکرد انتقال بهتر و تحمل خطا را فراهم می‌کند. با این حال، تحت CMR، برخی از برنامه‌ها ممکن است در ارائه ترافیک به لایهٔ انتقال کندتر باشند، بنابراین مسیرهای اختصاص داده شده به آنها بدون استفاده می‌مانند و باعث کم شدن بهره‌وری می‌شود. همچنین، انتقال به مسیر جایگزین یک دورهٔ بالقوه مختل کننده را در پی خواهد داشت که در طی آن اتصال دوباره برقرار می‌شود.

### CMR واقعی
شکل قدرتمندتر CMR (CMR واقعی) از صرفاً ارائهٔ مسیرهایی برای برنامه‌ها که می‌توانند به آنها متصل شوند فراتر می‌رود. CMR واقعی تمام مسیرهای موجود را در یک مسیر مجازی مجزا جمع می‌کند.
برنامه‌ها بسته‌های خود را به این مسیر مجازی ارسال می‌کنند، که در لایهٔ شبکه جداسازی می‌شوند. بسته‌ها از طریق برخی الگوریتم‌ها مانند نوبت گردشی و صف‌بندی وزن‌دار منصفانه، به مسیرهای فیزیکی توزیع می‌شوند. در صورت خرابی پیوند، بسته‌های بعدی به آن مسیر هدایت نمی‌شوند و جریان از طریق مسیر (های) باقیمانده بدون وقفه به سمت برنامه ادامه می‌یابد. این روش مزایای عملکرد قابل توجهی نسبت به CMR سطح برنامه فراهم می‌کند:
- با ارائه مداوم بسته به تمام مسیرها، مسیرها بیشتر به‌طور کامل استفاده می‌شوند.
- مهم نیست که چند مسیر از کار بیفتد، تا زمانی که حداقل یک مسیر در دسترس باشد، همهٔ جلسات همچنان متصل هستند و دیگر نیازی به راه اندازی مجدد جریان و جریمهٔ اتصال مجدد نیست.

## مسیریابی مویرگی
در شبکه و در نظریه گراف، مسیریابی مویرگی برای یک شبکه معین، یک راه حل چند راهی بین یک جفت گره مبدأ و مقصد است. برخلاف مسیریابی کوتاه‌ترین مسیر یا مسیریابی حداکثر جریان، برای هر توپولوژی شبکه مشخص، فقط یک راه حل مسیریابی مویرگی وجود دارد.
مسیریابی مویرگی را می‌توان با یک فرایند برنامه‌ریزی خطی (LP) تکرار شونده ساخت و جریان یک مسیر را به یک مسیر مویرگی تبدیل کرد.
1. ابتدا مقدار حداکثر بار را در تمام پیوندهای گره مسیریابی شبکه به حداقل برسانید
  - این کار را با به حداقل رساندن مقدار کران بالای بار که برای همه پیوندها اعمال می‌شود انجام دهید.
  - وزن کامل جریان در مسیرهای موازی امکان‌پذیر به‌طور مساوی تقسیم می‌شود.
2. پیوندهای گلوگاه لایهٔ اول را پیدا کنید (به پایین مراجعه کنید)، سپس مقدار بارگذاری آنها را در حداقل مقدار یافته شده تنظیم کنید.
3. بعلاوه، حداکثر بار تمام پیوندهای باقیمانده را به حداقل برسانید، اما اکنون بدون پیوندهای تنگنای لایهٔ اول.
  - این تکرار دوم تنوع مسیر را بیشتر اصلاح می‌کند.
4. سپس، پیوندهای گلوگاه لایهٔ دوم شبکه را مشخص می‌کنیم.
  - مجدداً، حداکثر بار تمام پیوندهای باقیمانده را به حداقل برسانید، اما اکنون بدون تنگناهای لایه دوم شبکه.
5. این الگوریتم را تکرار کنید تا جایی که کل رد پای ارتباطی در گلوگاه لایه‌های ساخته شده محصور شود.

در هر لایه عملکردی پروتکل شبکه، پس از به حداقل رساندن حداکثر بار پیوندها، گلوگاه‌های لایه در یک فرایند تشخیص گلوگاه کشف می‌شود.
1. در هر تکرار حلقهٔ شناسایی، ارسال ترافیک از طریق تمام پیوندهایی که دارای حداکثر بارگیری هستند و مشکوک به گلوگاه بودن هستند را به حداقل می‌رسانیم.
2. پیوندهایی که نمی‌توانند حداکثر بار ترافیکی خود را حفظ و تحمل کنند، سرانجام از لیست مسیرهای کاندیدا حذف می‌شوند.
3. فرایند تشخیص گلوگاه هنگامی متوقف می‌شود که دیگر هیچ پیوندی برای حذف وجود نداشته باشد؛ زیرا در این زمان بهترین مسیر شناسایی شده‌است.

تصویر متحرک رد پای مویرگی را بین یک جفت گره در یک شبکه موقت تلفن همراه نشان می‌دهد.